# Aerodinámica

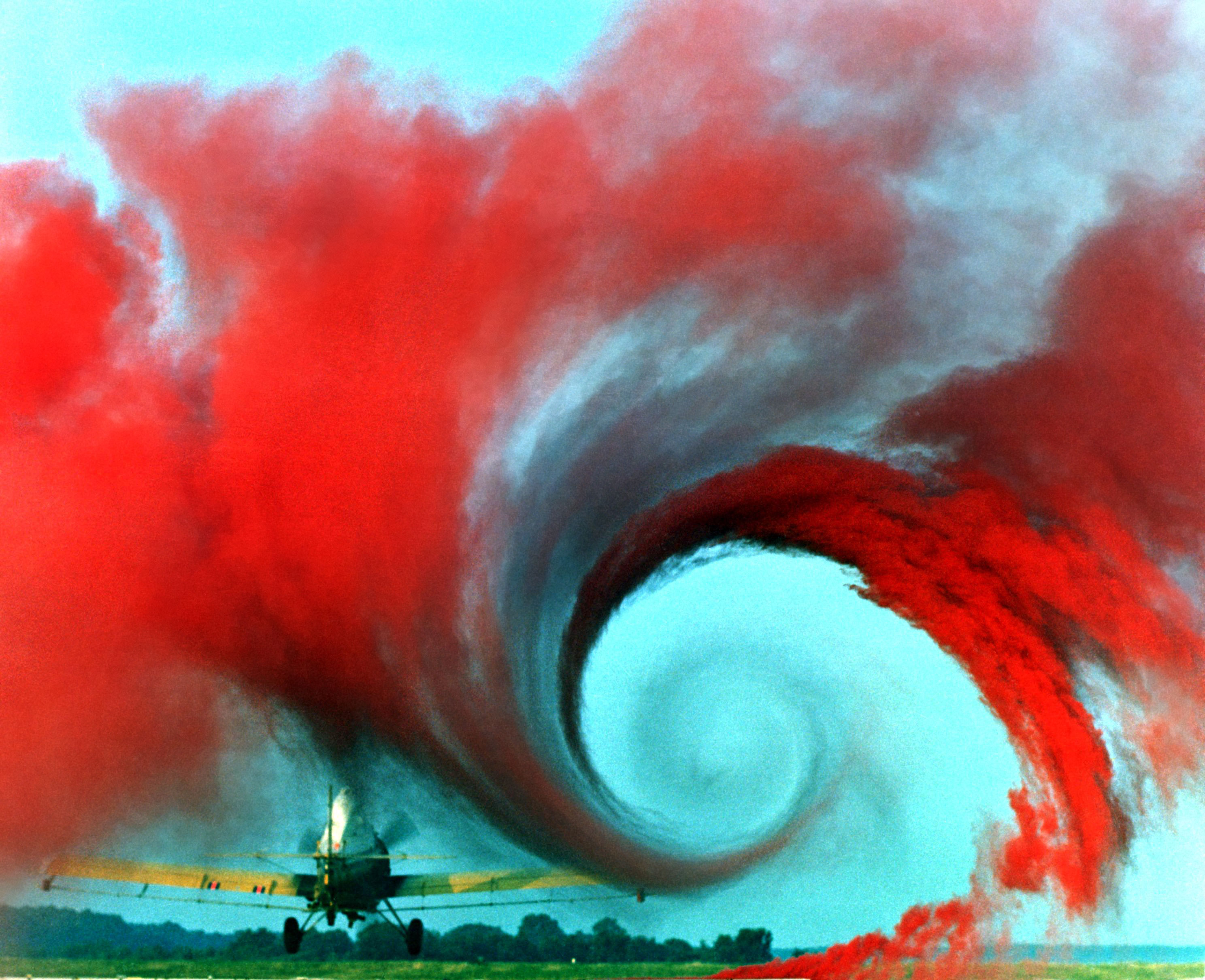
El paso del ala de un avión crea un vórtice identificable por el humo coloreado.

La aerodinámica es la rama de la mecánica de fluidos que estudia las acciones que aparecen sobre los cuerpos sólidos cuando existe un movimiento relativo entre estos y el fluido que los baña, siendo este último un gas y no un líquido, caso que se estudia en hidrodinámica. Su estudio es básico para la sustentación y las superficies hipersustentadoras de las aeronaves y helicópteros.

## Historia
La aerodinámica moderna sólo se remonta al siglo XVII, pero las fuerzas aerodinámicas han sido aprovechadas por el ser humano durante miles de años en veleros y molinos de viento, y las imágenes y los relatos sobre el vuelo aparecen a lo largo de toda la historia, como la leyenda griega antigua de Ícaro y Dédalo. Los conceptos fundamentales de continuum, drag y gradiente de presión aparecen en la obra de Aristóteles y Arquímedes.
En 1726, Sir Isaac Newton se convirtió en la primera persona en desarrollar una teoría de la resistencia del aire, convirtiéndolo en uno de los primeros aerodinamistas. El matemático neerlandés-suizo Daniel Bernoulli le siguió en 1738 con Hydrodynamica en la que describió una relación fundamental entre la presión, la densidad y la velocidad del flujo para un flujo incompresible conocida hoy como principio de Bernoulli, que proporciona un método para calcular la sustentación aerodinámica. En 1757, Leonhard Euler publicó las Ecuaciones de Euler más generales que podían aplicarse tanto a flujos compresibles como incompresibles. Las ecuaciones de Euler se ampliaron para incorporar los efectos de la viscosidad en la primera mitad del siglo XIX, dando lugar a las ecuaciones de Navier-Stokes. Las ecuaciones de Navier-Stokes son las ecuaciones de gobierno más generales del flujo de fluidos, pero son difíciles de resolver para el flujo alrededor de todas las formas, excepto las más simples.

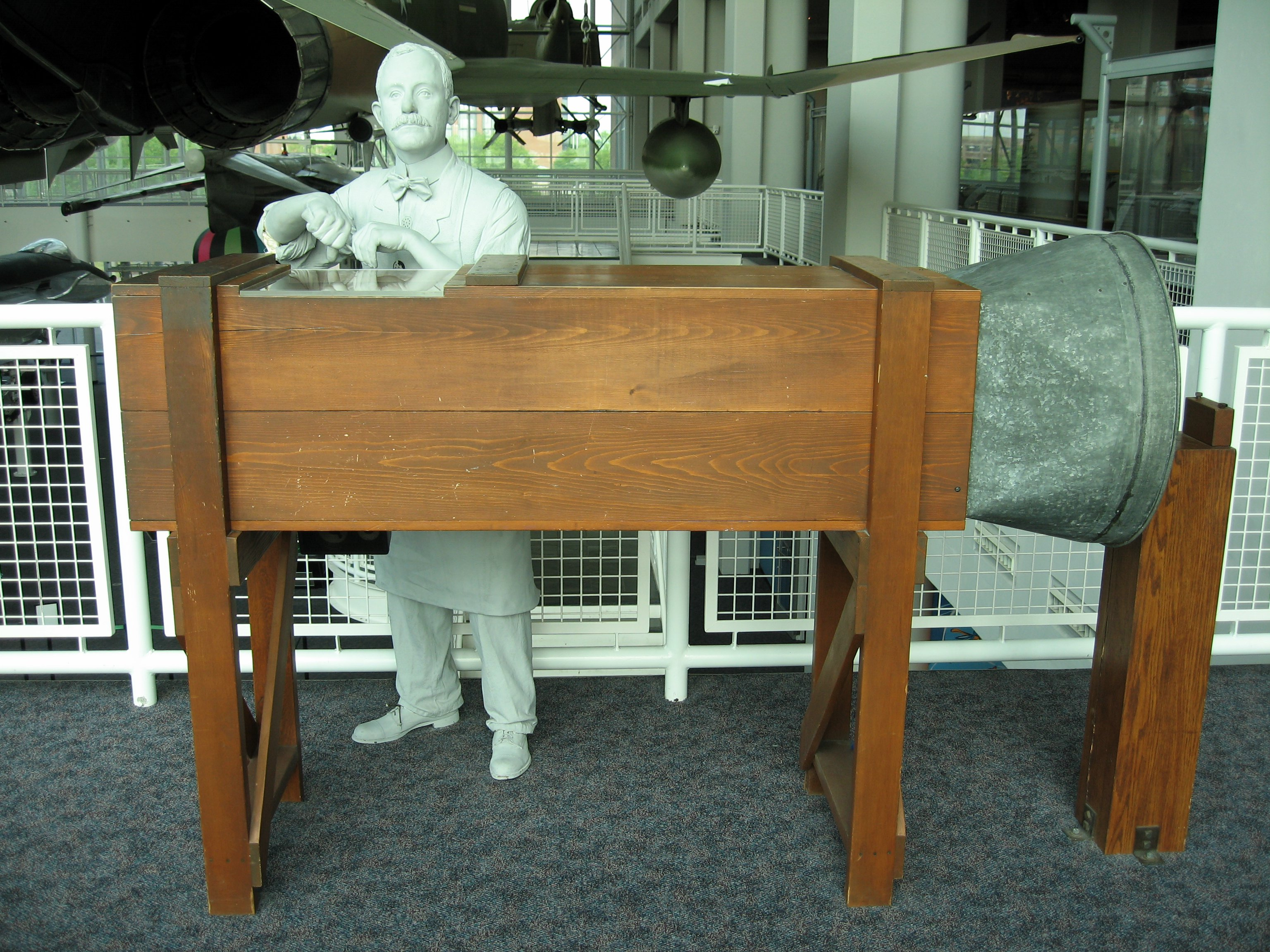
Una réplica del túnel de viento de los hermanos Wright está expuesta en el Centro Aéreo y Espacial de Virginia. Los túneles de viento fueron clave en el desarrollo y validación de las leyes de la aerodinámica.

En 1799, Sir George Cayley se convirtió en la primera persona en identificar las cuatro fuerzas aerodinámicas del vuelo (peso, sustentación, fuerza de arrastre y empuje), así como las relaciones entre ellas, y con ello esbozó el camino hacia la consecución de un vuelo más pesado que el aire para el siguiente siglo. En 1871, Francis Herbert Wenham construyó el primer túnel de viento, lo que permitió medir con precisión las fuerzas aerodinámicas. Las teorías de la resistencia fueron desarrolladas por Jean le Rond d'Alembert, Gustav Kirchhoff, y Lord Rayleigh. En 1889, Charles Renard, un ingeniero aeronáutico francés, se convirtió en la primera persona en predecir razonablemente la potencia necesaria para un vuelo sostenido. Otto Lilienthal, la primera persona que tuvo un gran éxito con los vuelos en planeador, fue también el primero en proponer perfiles aéreos finos y curvados que produjeran una gran sustentación y una baja resistencia. Basándose en estos desarrollos y en las investigaciones realizadas en su propio túnel de viento, los hermanos Wright volaron el primer avión a motor el 17 de diciembre de 1903.
Durante la época de los primeros vuelos, Frederick W. Lanchester, Martin Kutta, y Nikolai Zhukovsky crearon de forma independiente teorías que relacionaban la circulación de un flujo de fluidos con la sustentación. Kutta y Zhukovsky continuaron desarrollando una teoría de alas bidimensionales. Ampliando el trabajo de Lanchester, se atribuye a Ludwig Prandtl el desarrollo de las matemáticas que subyacen a las teorías de las láminas delgadas y de las líneas de sustentación, así como al trabajo con las capas límite.
A medida que la velocidad de las aeronaves aumentaba, los diseñadores empezaron a encontrar problemas relacionados con la compresibilidad del aire a velocidades cercanas a la del sonido. Las diferencias en el flujo de aire en tales condiciones provocan problemas en el control de la aeronave, un aumento de la resistencia debido a las ondas de choque y la amenaza de fallos estructurales debido a la vibración inducida por oscilaciones aeroelásticas. La relación entre la velocidad del flujo y la velocidad del sonido recibió el nombre de número Mach en honor a Ernst Mach, que fue uno de los primeros en investigar las propiedades del flujo supersónico. Macquorn Rankine y Pierre Henri Hugoniot desarrollaron de forma independiente la teoría de las propiedades del flujo antes y después de una onda de choque, mientras que Jakob Ackeret dirigió el trabajo inicial de cálculo de la sustentación y la resistencia de los perfiles supersónicos. Theodore von Kármán y Hugh Latimer Dryden introdujeron el término transónico para describir las velocidades de flujo entre el número crítico de Mach y Mach 1 donde la resistencia aumenta rápidamente. Este rápido aumento de la resistencia hizo que los aerodinamistas y los aviadores no se pusieran de acuerdo sobre si el vuelo supersónico era alcanzable hasta que se rompió la barrera del sonido en 1947 con el avión Bell X-1.
Cuando se rompió la barrera del sonido, la comprensión de los aerodinamistas del flujo subsónico y supersónico bajo había madurado. La Guerra Fría impulsó el diseño de una línea de aviones de alto rendimiento en constante evolución. La dinámica de fluidos computacional comenzó como un esfuerzo para resolver las propiedades del flujo alrededor de objetos complejos y ha crecido rápidamente hasta el punto de que se pueden diseñar aviones enteros utilizando programas informáticos, con pruebas en el túnel de viento seguidas de pruebas de vuelo para confirmar las predicciones del ordenador. La comprensión de la aerodinámica supersónica e hipersónica ha madurado desde los años sesenta y los objetivos de los aerodinamistas han pasado del comportamiento del flujo de fluidos a la ingeniería de un vehículo que interactúa de forma predecible con el flujo de fluidos. El diseño de aeronaves para condiciones supersónicas e hipersónicas, así como el deseo de mejorar la eficiencia aerodinámica de las aeronaves y los sistemas de propulsión actuales, siguen motivando nuevas investigaciones en aerodinámica, al tiempo que se sigue trabajando en problemas importantes de la teoría aerodinámica básica relacionados con la turbulencia del flujo y la existencia y unicidad de soluciones analíticas de las ecuaciones de Navier-Stokes.

## Introducción
La aerodinámica se desarrolla a partir de las ecuaciones de Newton. Con las ecuaciones de continuidad, cantidad de movimiento y energía se pueden obtener modelos que describen el movimiento de los fluidos. Un caso particular ocurre cuando el movimiento del fluido es estacionario, es decir, las propiedades del fluido solo cambian con la posición en el campo fluido pero no con el tiempo, y cuando además se puede despreciar la viscosidad del fluido. Con estas dos características, movimiento estacionario y no viscoso, se puede obtener una función potencial que al ser derivada se obtenga la velocidad del fluido en cada punto del campo. Una vez hayamos obtenido la velocidad del fluido, podremos hallar otras magnitudes importantes. La aerodinámica clásica que explica cómo se genera la sustentación en los perfiles aerodinámicos se basa en movimientos potenciales. Este tipo de movimiento es ideal, ya que la viscosidad nula nunca se consigue. 
Modelando el campo del fluido es posible calcular, en casi todos los casos de manera aproximada, las fuerzas y los momentos que actúan sobre el cuerpo o cuerpos sumergidos en el campo fluido. La relación entre fuerzas sobre un cuerpo moviéndose en el seno de un fluido y las velocidades viene dada por los coeficientes aerodinámicos. Existen coeficientes que relacionan la velocidad con las fuerzas y coeficientes que relacionan la velocidad con el momento. Conceptualmente los más sencillos son los primeros, que dan la fuerza de sustentación {\displaystyle {L}}, la resistencia aerodinámica {\displaystyle {D}} y fuerza lateral {\displaystyle {Y}} en términos del cuadrado de la velocidad (V2), la densidad del fluido (ρ) y el área transversal (St): :3:/:C:V
- Coeficiente de sustentación {\displaystyle {C_{L}}={\frac {L}{{\frac {1}{2}}\rho V^{2}S_{t}}}}
- Coeficiente de resistencia {\displaystyle {C_{D}}={\frac {D}{{\frac {1}{2}}\rho V^{2}S_{t}}}}
- Coeficiente de fuerza lateral {\displaystyle {C_{Y}}={\frac {Y}{{\frac {1}{2}}\rho V^{2}S_{t}}}}

Debido a la complejidad de los fenómenos que ocurren y de las ecuaciones que los describen, son de enorme utilidad tanto los ensayos prácticos (por ejemplo ensayos en túnel de viento) como los cálculos numéricos de la aerodinámica numérica.

## Problemas aerodinámicos
Se han establecido varias clasificaciones, entre las cuales hay que destacar:
- según su aplicación: aerodinámica aeronáutica (o simplemente aerodinámica) y aerodinámica civil
- según la naturaleza del fluido: compresible e incompresible
- según el número de Mach característico del problema:
  - subsónico (M<1: subsónico incompresible M<0,3y subsónico compresible M<0,8)
  - transónico (M cercano a 1)
  - supersónico (M>1)
  - hipersónico (M>6).[19]